# 罗宾·布林特松
罗宾·布林特松（瑞典語：Robin Bryntesson，1985年10月17日—），瑞典男子越野滑雪运动员。他曾代表瑞典参加2018年冬季残疾人奥林匹克运动会越野滑雪比赛，获得一枚银牌。